# Воронцов, Владимир Александрович (хоккеист)
Владимир Александрович Воронцов (род. 27 января 1979, Челябинск) — российский хоккеист, нападающий. Мастер спорта России. Тренер.

## Биография
Воспитанник АМЗ, «Трактора», тренеры Валерий Рякин, Юрий Могильников. Играл в командах «Надежда» Челябинск (1995/96), «Юниор-Т» Курган (1996/97), «Авангард-2» / «Авангард-ВДВ» Омск (1997/98 — 1998/99), «Рубин» и «Рубин-2» (Тюмень, 1998/99 — 2000/01), «Трактор» (2001/02 — 2007/08, капитан в сезонах 2002/03 — 2006/07, «Мечел» (2008/09), «Торос» (2009/10), «Южный Урал» (2010/11 — 2012/13), «Спутник» Нижний Тагил и ЦСК ВВС (2013/14).
Победитель хоккейного турнира зимней Универсиады 2005 года. Бронзовый призёр высшей лиги 2004, чемпион высшей лиги 2006 («Трактор»), серебряный призер высшей лиги 2010 («Торос»).
Тренер в хоккейной школе «Трактора» (2015—2017, 2023), СШОР имени С. Макарова (2017—2021). Тренер в командах «Академия Михайлова — Юниор» (НМХЛ, 2021/22, с 12 октября), «Академия Михайлова» (2022/23, по 12 октября). С 26 июня 2023 — тренер в команде МХЛ «Белые медведи» Челябинск, указан главным тренером в трёх матчах плей-офф-2024.